# Darko Rajaković
Darko Rajaković (in serbo Дарко Рајaковић?; Čačak, 22 febbraio 1979) è un allenatore di pallacanestro serbo.

## Statistiche

### Allenatore
| Stagione | Squadra         | Regular season | Regular season | Regular season | Regular season | Regular season          | Post season      |
| Stagione | Squadra         | V              | P              | % V            | G              | Posizione finale        | Post season      |
| -------- | --------------- | -------------- | -------------- | -------------- | -------------- | ----------------------- | ---------------- |
| 2023-24  | Toronto Raptors | 25             | 57             | 30,5           | 82             | 5º in Atlantic Division | Manca i play-off |
|          | Carriera        | 25             | 57             | 30,5           | 82             |                         |                  |